# Pumpemester
En pumpemester er en funktionsbetegnelse på et orlogsskib.
Det var den person af maskinbesætningen, som havde ansvaret for det særlige tilsyn med sprøjtematerialet til brandslukning, lænsepumper m.m. samt de rørledninger i skibet, som anvendes til at hente vand fra søen, henholdsvis udpumpe til søen fra skibets forskellige vandtætte rum.
Pumpemesteren havde også ansvaret for alt maskineri uden for maskinrummene, bl.a. kraner, spil, styremaskine,motorbåde.
Sanitære installationer hørte også under pumpemesteren, lige som det var ham, der havde ansvaret for, at der var bunkret dieselolie, smøreolie, gearolie, vand,,ilt og gas til svejsning og benzin til påhængsmotorer.
Han havde også ansvaret for trimningen af skibet ved at flytte rundt på lasten af olier.